# Tetarteron
Il tetarteron  (τεταρτερόν), o tetarteron nomisma, era una moneta d'oro bizantina.

## Storia
Questa denominazione fu introdotta per la prima volta con la riforma monetaria dell'imperatore Niceforo II Foca (936-969), accanto allo stamenon.
La nuova moneta aveva un peso di ca. 4,09 grammi, pari a tre quarti di quello del solido, ed aveva, nelle intenzione dei governanti lo stesso valore del solido dal peso pieno.
La moneta venne denominata Tetarteron (greco "quarto") mentre il solido di peso completo prese il nome di Histamenon.
Entrambe le monete conservano lo stesso standard di finezza, e furono emesse nell'ottica programmata di spingere il mercato ad accettare monete di peso minore allo stesso valore delle monete di pieno peso.
L'iniziativa non ebbe risultati positivi.
Fu coniata fino al 1092, da Alessio I Comneno (1048 – 1118).

## Tetarteron di bronzo
Con la riforma monetaria di Alessio lo stesso nome, tetarteron, cioè un quarto, fu preso da una moneta di bronzo.
Questa moneta era piccola ma inizialmente aveva uno spessore rilevante.
Fu coniata fino al regno di Michele VIII Paleologo.